# Hatfield Point, New Brunswick
Hatfield Point is een plaats in de Canadese provincie van New Brunswick. Het ligt aan het einde van Belleisle Bay, wat door de Maliseet "Pascobac" wordt genoemd.

## Etymologie
Hatfield Point is zeer waarschijnlijk vernoemd naar lokale postmeester W.F. Hatfield.

## Geschiedenis
Het gebied werd oorspronkelijk bewoond door de Maliseet die van de jacht en de visserij leefden. Rond 1783 kwamen de eerste Europese kolonisten aan onder leiding van kapitein Thomas Spragg, een Britse loyalist uit Hempstead, Long Island. Spragg en zijn zonen kregen veel land toegewezen aan de noordkant van de baai, wat al snel "Spragg's Point" werd genoemd.
De eerste kolonisten waren grotendeels loyalisten uit New York met verdere immigratie vanuit Engeland en Ierland. Aanvankelijk waren veel van deze kolonisten lid van de Anglicaanse Kerk totdat in het begin van de 19e eeuw de Anglicaanse kerk zich naar Springfield verplaatste. In 1806 werd de "First Springfield Calvinist Baptist Church" opgericht. Hedendaags bekend als "Hatfield Point Baptist Church" werd het de moederkerk van meerdere baptistische kapellen rond Belleisle.
De economie was voornamelijk landbouwgericht aangevuld met seizoensgebonden handel in hout en bont. De eerste helft van de 19e eeuw zag de opkomst van rivierboten op de Saint John, waardoor het de meest gebruikte vorm van transportatie werd in het zuiden van New Brunswick. Spragg's Point was de laatste stop van de Belleisle route en een herberg met de naam "Pleasantview Inn" werd geopend om alle reizigers op te vangen. Rond 1880 werd de naam van Spragg's Point veranderd in Hatfield Point op verzoek van de lokale postmeester. Naast een hotel en een postkantoor kwamen er ook een arts, 2 winkels, een garage en een Pinksterkerk in Hatfield Point te liggen. In 1907 vloog de rivierboot SS Springfield in brand terwijl het voor anker lag in Hatfield Point. De boot werd losgemaakt en dreef af naar het vlakbij gelegen moeras waar het uiteindelijk zonk. De boiler is nog steeds zichtbaar bij eb.

## Historiografie
Ondanks de kleine gemeenschap zijn Hatfield point en zijn mensen het onderwerp geweest van meerdere orale en informele geschiedenissen waaronder werken van Marsha Boyd, Thomas Shanklin, Calin Coburn en Elizabeth Drake McDonald. Ondanks dat de werken afzonderlijk over individuele families en gebeurtenissen gaan, geven ze gezamenlijk een goed beeld over het leven in de vallei van Belleisle.

## Bekende inwoners
De meest beroemde inwoner van Hatfield Point is Bob Nolan. Geboren als Robert Clarence Nobles heeft hij het merendeel van zijn jeugd doorgebracht op de boerderij van zijn grootouders in Hatfield Point. Hij was lid van de muziekgroep Sons of the Pioneers en was een productieve songwriter met Cool Water en Tumbling Tumbleweeds als zijn beste werken.
David Crandall, zoon van Joseph Crandall, was voor een tijdje in de late 1800 de dominee van de Baptistische kerk.